# Thunder (cantor)
Park Sang Hyun (em coreano: 박상현; nascido em 7 de outubro de 1990), mais conhecido pelo seu nome artístico Thunder (em coreano: 천둥), é um rapper, dançarino, ator e modelo sul-coreano. Ex-membro da boy band MBLAQ. É irmão mais novo da ex-integrante do 2NE1, Sandara Park.
É fluente em coreano, sua língua nativa, tagalo, inglês, Língua japonesa e mandarim.
Depois de sair do MBLAQ ele trabalhou como ator, fez pequenas participações em doramas, como "We Broke Up" um webdrama com Dara (2NE1) e Kang Seungyoon (WINNER).
Em dezembro de 2016 retornou como cantor solo com seu novo single "Sign".

## Discografia

### Singles promocionais
| Ano  | Single     | Melhores posições     | Melhores posições | Álbum                  |
| Ano  | Single     | Gaon                  | Gaon              | Álbum                  |
| Ano  | Single     | Digital Comprehensive | Download          | Álbum                  |
| ---- | ---------- | --------------------- | ----------------- | ---------------------- |
| 2011 | "Blaq Cat" | —                     | —                 | Lançamento sem álbum   |
| 2012 | "Don't Go" | 97                    | 82                | The BLAQ%' Tour Part 2 |

### Como artista convidado
| Ano  | Single                                | Melhores posições | Melhores posições | Álbum    |
| Ano  | Single                                | KOR               | JPN               | Álbum    |
| ---- | ------------------------------------- | ----------------- | ----------------- | -------- |
| 2010 | "Merry Christmas in Advance" (com IU) | —                 | —                 | Real     |
| 2011 | "Run Away" (com Lee Joon & Wei Chen)  | —                 | —                 | Daybreak |